# 和田博之
和田 博之（わだ ひろゆき、1961年 - ）は、日本の実業家。東急モールズデベロップメント代表取締役社長を経て、渋谷マークシティ代表取締役社長を務めた。

## 人物・経歴
神奈川県出身。1983年、成蹊大学経済学部卒業、東京急行電鉄入社。2012年、東急モールズデベロップメント取締役。2014年から東急モールズデベロップメント代表取締役社長を務め、北陸地方への東急スクエア初出店となる香林坊東急スクエアの開設などを進めた。2017年、東急モールズデベロップメント取締役。退任後、渋谷マークシティ代表取締役社長。日本ショッピングセンター協会理事なども務めた。